# VideoInspector
VideoInspector — бесплатная утилита работающая под операционной системой Windows, предоставляющая пользователям инструмент для просмотра детальной информации о видео файлах, а также его составляющих.

## Описание
VideoInspector предоставляет детальную информацию о видео файле в системе, а также какие кодеки требуются (с предоставлением ссылки для их последующей загрузки) для его воспроизведения и какие уже имеются в наличии. Соответственно, программа может пригодиться в случае, если в запущенном видео файле отсутствует звук, не отображается изображение или он не воспроизводится.
Ко всему прочему, утилита показывает информацию и прочие атрибуты файла, к примеру, длительность, сведения о потоках, битрейте, частоте канала и другие.

## Возможности
Основные возможности утилиты:
- Контейнерная поддержка для форматов AVI, Matroska, MPEG-1, MPEG-2, QuickTime.
- Автоматическое обнаружение требующих кодеков[6].
- Список установленных аудио/видео кодеков[3].
- Редактор FourCC.
- Битрейт[3].
- Анализ пакетных файлов, а также экспорт в CSV и HTML форматы[5].
- Проверка целостности файла.
- Загрузка необходимых кодеков (online база данных)[6].
- Автоматическое обнаружение содержимого формата контейнера.
- Отображение детальной информации фильме[3].
- Отображение информации о видео/аудио потоках[2].
- Вычисление качества видео файла.
- Запись CD/DVD (только с установленным CopyToDVD).
- Интеграция в Windows Shell (Drag-and-drop и контекстное меню).
- Интернациональная поддержка.

## Недостатки
Утилита не поддерживает:
- Advanced Video Coding (.MTS);
- Flash Video (.FLV);
- MPEG-4 (.MP4);
- Windows Media Video (.WMV);
- DVD-Video (.VOB).